# Fáy F. Ervin
Fáy Ferenc Ervin (1932-ig: Zummer Ferenc) (Simontornya, 1913. április 3. – Szombathely, 1950. május 3.) magyar premontrei szerzetes, lapszerkesztő, tanár.

## Életpályája
Szülei: Zummer Ferenc és Henics Irén voltak. 1931-ben érettségizett a pécsi ciszterci reálgimnáziumban. 1931. augusztus 15-én Csornán belépett a rendbe. 1932. augusztus 16-án tette első fogadalmát Csornán. 1935. augusztus 21-én örök fogadalmat tett Csornán. A teológiát St. Maurice-ban végezte el. 1935. augusztus 24-én szentelték pappá Győrben. 1943-ban a Pázmány Péter Tudományegyetemen magyar-francia szakos középiskolai tanári diplomát szerzett. 1942–1948 között Szombathelyen gimnáziumi tanár volt. 1943–1949 között a Vasvármegyei Múzeum és a Könyvtár igazgatója, a Vasi Szemle szerkesztője volt. 1948-ban hitoktató és segédlelkész volt Szombathelyen. 1948–1949 között Vépen segédlelkész volt. 1949-ben, Zalaegerszegen káplán, Szombathelyen szemináriumi tanár volt.